# Terremoto de Yenice y Gönen de 1953
El terremoto de Yenice y Gönen de 1953 ocurrió a las 21:06 hora local del 18 de marzo de 1953 en las provincias de Çanakkale y Balıkesir en la región de Mármara en el oeste de Turquía. Tuvo una magnitud de onda superficial de 7,5 y una intensidad máxima sentida de IX en la escala de intensidad de Mercalli. Causó daños generalizados, mató a 1.071 personas y provocó daños cuyo valor de reparación se estimó en 3.570.000 dólares estadounidenses.

## Entorno tectónico
La tectónica del norte y este de Turquía está dominada por las dos zonas de fallas de rumbo que dan cabida al movimiento de oeste a suroeste de la Placa de Anatolia en relación con la Placa Euroasiática y la Placa Arábiga, ya que efectivamente está siendo expulsada por la convergencia entre ellas. El terremoto ocurrió a lo largo de la falla de Yenice y Gönen, que es una extensión al sur de la zona de la falla de Anatolia del Norte.

## Daños y víctimas
El terremoto tuvo una magnitud de onda superficial de 7,5 y mató al menos a 1.071 personas; 998 de esas muertes ocurrieron en Yenice, otras 50 en Gönen, 20 en Çan y 3 en Manyas. El coste de la reparación se estimó en 3.570.000 dólares estadounidenses. Varios miles de edificios resultaron afectados en la zona de Can-Yenice-Gonen. Se produjeron daños de intensidad VI en Sakarya, Bursa, Edirne, Estambul e Izmir. El terremoto se sintió en todas las islas del Egeo y en gran parte de Grecia continental, y los daños se produjeron en lugares tan lejanos como Creta. En Bulgaria también se registraron temblores.
Aunque los funcionarios predijeron que el terremoto causaría sólo 265 muertes, se multiplicó con un número de muertos siete veces superior al esperado.

## Características
Se produjeron aproximadamente 70 kilómetros de fallas superficiales, y los geólogos observaron hasta 4,3 metros de fallas de deslizamiento al este de Yenice.

## Secuelas
Los daños causados por este terremoto dieron lugar a una nueva ley de reconstrucción nacional en Turquía. En Grecia, los daños fueron tan graves que se introdujeron nuevos códigos de construcción.

## Peligro sísmico futuro
Las excavaciones de zanjas y otros trabajos de campo a lo largo del trazado de la falla Yenice y Gönen han identificado tres terremotos antes del evento de 1953, alrededor de 1440 d. C., entre 620 y 1270 d. C., y otro evento de edad incierta. Estos eventos pasados dan un intervalo de recurrencia promedio para grandes terremotos de 660 a más o menos 160 años. Esto indica que no existe una amenaza actual significativa de rupturas a lo largo de esta zona de falla.